# Саратовска област
Саратовска област (рус. Саратовская область) је конститутивни субјект Руске Федерације са статусом области на простору Поволшког федералног округа у европском делу Русије.
Административни центар области је град Саратов.

## Етимологија
Област носи име по административном центру, граду Саратову. Град је основан 1590. године на реци Саратовка, за коју се претпоставља да је дала име граду.
Постоји неколико теорија о пореклу имена реке и града. Најприхватљивија има корен у татарским речима: сар-атав, што значи „ниско острво“, а што указује на положај града према реци.

## Географија

### Географски положај
Граничи: на југу — са Волгоградском облашћу, на западу — са Вороњешком и Тамбовском облашћу, на сјеверу — са Пензенском, Самарском, Уљановском и Оренбуршком облашћу, на истоку је омеђена државном границом са Казахстаном. Укупна дужина граница области је преко 3.500 km.
Образована је 5. децембра 1936. године преустројем Саратовског краја.

### Рељеф
Саратовска област се простире на југоистоку европског дијела Русије, у сјеверном дијелу Доњег Поволжја. У смјеру запад-исток територија области је широка 575 km, а у смјеру сјевер-југ 330 km. Кроз област протиче ријека Волга, која дијели област на два подручја: Лијевообаље и Деснообаље (Левобережье, Правобережье).

## Становништво
| 1989.     | 2002.     | 2010.     |
| --------- | --------- | --------- |
| 2,686,483 | 2,668,310 | 2,521,892 |

### Национални састав
По попису из 2010 већину становништва ове области чинилу су Руси 2.151.215 (87,6%), Казаси 76.007 (3,1%), Татари 52.884 (2,2%) и Украјинци 41.942 (1,7%).